# Pisces Iscariot
Pisces Iscariot er et opsamlingsalbum med b-sider og outtakes indspillet mellem 1989 og 1993 fra det amerikanske rockband Smashing Pumpkins. Albummet blev udgivet 4. oktober 1994 gennem bandets pladeselskab, Virgin Records. 
Pladen indeholder studiemateriale fra indspilningerne til bandets første to plader, Gish og Siamese Dream, og indspilningerne spænder derfor i perioden 1989 til 1993. Til trods for kun at være et b-side-album debuterede Pisces Iscariot som nummer fire på den amerikanske Billboard-hitliste. Til sammenligning havde multiplatinalbummet Siamese Dream kun debuteret som nummer 10 året før, og det på udgivelsestidspunktet bandets højeste placering den amerikanske albumhitliste. Der er i USA blevet solgt omkring 1,3 millioner eksemplarer. 
Pisces Iscariot blev oprindeligt kun udgivet i USA, men den uventede kommercielle succes fik Virgin Records til at udgive albummet i Europa i oktober 1996. 
Pladen indeholder 12 originale Smashing Pumpkins-sange, hvoraf Billy Corgan har skrevet de 11. "Blew Away" er skrevet og sunget af guitarist James Iha. Derudover indeholder cd'en også to coverversioner – af Fleetwood Macs klassiker "Landslide" og "A Girl Named Sandoz" originalt indspillet af The Animals. "Landslide" blev et hit for Smashing Pumpkins og blev også mødt af stor ros fra sangskriver Stevie Nicks. "Landslide" gik ind som nummer tre på den amerikanske alternative hitliste og blev dermed bandets højest placerede hit på daværende tidspunkt på denne liste (først overgået af "Bullet with Butterfly Wings" i 1995).
I forbindelse med udgivelsen af bandets syvende album Oceania i 2012 lavede musikmagasinet Rolling Stone en oversigt over de 20 bedste sange fra Smashing Pumpkins ud fra en omfattende afstemning blandt fans. På listen blev "Starla" stemt ind som nummer 20.
Smashing Pumpkins genudgav albummet 17. juli 2012. Ud over de 14 originale Pisces Iscariot-sange, der er blevet remastered, indeholdt genudgivelsen også en bonus-cd med 17 numre, primært demoindspilninger, outtakes, remixes og liveoptagelser fra perioden 1988-1994. De 17 numre er ikke tidligere blevet udgivet. Samtidig indeholder genudgivelsen også en live-dvd med 24 tracks, et kassettebånd med seks demoindspilninger, samt en booklet med billeder og sangoplysninger skrevet af Billy Corgan. Genudgivelsen gik ind som nummer 161 på den amerikanske Billboard-albumhitliste. 

## Skæringsliste
Sangene er skrevet af Billy Corgan med undtagelse af "Blew Away", der er skrevet af James Iha, samt covernumrene "Landslide" skrevet af Stevie Nicks fra Fleetwood Mac og "A Girl Named Sandoz" skrevet af Eric Burdon fra The Animals.
1. "Soothe"
2. "Frail and Bedazzled"
3. "Plume"
4. "Whir"
5. "Blew Away"
6. "Pissant"
7. "Hello Kitty Kat"
8. "Obscured"
9. "Landslide"
10. "Starla"
11. "Blue"
12. "A Girl Named Sandoz"
13. "La Dolly Vita"
14. "Spaced"

## Information om sangene
"Soothe" og "Blew Away" er begge b-sider til den ene af de to singler til "Disarm", der blev udgivet i marts 1994. "Plume" og "Starla" blev indspillet i 1992 og var oprindeligt tænkt som nyt materiale til bandets andet album, Siamese Dream, men da bandet manglede b-sider til deres opkommende "I Am One"-single fra debutalbummet Gish, blev de nyindspillede numre inkluderet på singleudgivelsen i stedet for. Ingen af sangene er derfor knyttet til både Gish eller Siamese Dream. 
"Pissant" var b-side til singlen "Cherub Rock". "Obscured var én af de første sange skrevet til bandets andet album, Siamese Dream, og den stammer oprindeligt helt tilbage fra 1991. Sangen nåede dog ikke at komme med på albummet, men blev i stedet inkluderet på "Today"-singlen sammen med bl.a. "Hello Kitty Kat". 
Der er to coversange på albummet. Bandet indspillede en akustisk version af Fleetwood Mac-klassikeren "Landslide" live i et studie i 1993. Sangen blev forholdsvis populær i USA og blev senere også inkluderet på Greatest Hits-albummet Rotten Apples i 2001. Den anden coverversion er "A Girl Named Sandoz", der oprindeligt blev indspillet af The Animals. "A Girl Named Sandoz" var tidligere blevet udgivet på bandets live-ep Peel Sessions. 
"Frail and Bedazzled" stammer tilbage fra indspilninger til Gish og er formentlig indspillet i 1991. "Whir" er fra indspilningerne til Siamese Dream, men blev udeladt fra albummet. "La Dolly Vita" er opsamlingens ældste nummer og blev indspillet i 1990. Sangen blev en b-side på bandets anden single, "Tristessa", i 1990.

## Bonussingle
En meget sjælden bonussingle blev udgivet i forbindelse med Pisces Iscariot. Det var en gratis vinylsingle, som var inkluderet med albummet. 
1. "Not Worth Asking"
2. "Honeyspider II"

Begge sange er skrevet af Billy Corgan. "Not Worth Asking" var tidligere udgivet som b-side på den originale "I Am One"-single fra 1990. "Honeyspider II" er fra et af bandets gamle demobånd fra 1989. 

## Salgstal
- USA: 1.300.000 (platin)

I den første uge i handlen blev der solgt 116.000 eksemplarer af Pisces Iscariot i USA. I juli 2012 var der blevet solgt omkring 1,3 millioner eksemplarer i USA. 

## Genudgivelse
Den 17. juli 2012 blev Pisces Iscariot genudgivet. Foruden en remastered version af selve albummet indeholdt genudgivelsen også en bonus-cd med 17 ekstranumre, heriblandt forskellige demooptagelser, remixes og liveoptagelser fra bandets tidlige år, samt indspilningerne af Gish og Siamese Dream.

### Bonus-cd
1. "Bye June"
2. "My Dahlia"
3. "Jesus Loves His Babies"
4. "Cinnamon Girl"
5. "Glynis"
6. "Crawl"
7. "Cinder Open"
8. "Blissed"
9. "Slunk" (live)
10. "Jackie Blue"
11. "Venus in Furs" (live)
12. "Translucent"
13. "French Movie Theme"
14. "Purr Snickety"
15. "There It Goes"
16. "Vanilla"
17. "Why Am I So Tired" (live i studiet)

Alle sange er skrevet af Billy Corgan med undtagelse af "Cinnamon Girl", der er skrevet af Neil Young, "Venus in Furs", der er skrevet af Lou Reed fra The Velvet Underground, samt "Jackie Blue", der er skrevet af Steve Cash og Larry Lee fra Ozark Mountain Daredevils. På coveret står den første sangtitel fejlagtigt som "By June".

### Bonus-dvd
1. "Intro by Billy Corgan"
2. "Pulse Cable Show Introduction by Lou Hinkhouse"
3. "There It Goes (Pulse Basement Jam – Chicago)"
4. "She (Pulse Basement Jam – Chicago)"
5. "She (Pulse Basement Jam – Chicago)"
6. "Under Your Spell (Pulse Basement Jam – Chicago)"
7. "My Eternity (Pulse Basement Jam – Chicago)"
8. "My Eternity (Pulse Basement Jam – Chicago)"
9. "My Eternity (Pulse Basement Jam – Chicago)"
10. "My Eternity (Pulse Basement Jam – Chicago)"
11. "Bleed (Pulse Basement Jam – Chicago)"
12. "Nothing and Everything (Pulse Basement Jam – Chicago)"
13. "Jennifer Ever (Pulse Basement Jam – Chicago)"
14. "Jennifer Ever (Pulse Basement Jam – Chicago)"
15. "Jennifer Ever (Pulse Basement Jam – Chicago)"
16. "Jennifer Ever (Pulse Basement Jam – Chicago)"
17. "Jennifer Ever (Pulse Basement Jam – Chicago)"
18. "Death of a Mind (Pulse Basement Jam – Chicago)"
19. "Spiteface (Pulse Basement Jam – Chicago)"
20. "Blue"
21. "Offer Up"
22. "The Joker" (oprindeligt indspillet af Steve Miller Band)
23. "Slunk"
24. "Dancing in the Moonlight" (oprindeligt indspillet af Thin Lizzy)
25. "Snap"
26. "Hello Kitty Kat"

### Bonus-kassettebånd

#### Side A
1. "Jennifer Ever"
2. "East"
3. "Nothing and Everything"

#### Side B
1. "Sun" (remix)
2. "She" (live)
3. "Spiteface"